# 西原加純
西原加純（にしはら かすみ，1989年3月1日—）是京都府與謝野町出身的陸上競技選手，專長是中長距離賽跑。身高162cm、體重46kg。加悦中學校－宮津高校－佛教大學－Yamada電機女子陸上部所屬。

## 外部連結
- 西原加純在的頁面
- 佛教大学　陸上競技部　女子中長距離部門公式サイト
- 株式会社ヤマダ電機　女子陸上部公式サイト （页面存档备份，存于）